# Орішники (Зав'яловський район)
Орі́шники (рос. Орешники) — починок (колишнє селище) в Зав'яловському районі Удмуртії, Росія.
Знаходиться посеред лісового масиву на схід від села Стара Казмаска. Починок утворений на місці колишнього піонерського табору.
Населення — 26 осіб (2010; 42 в 2002).
Національний склад станом на 2002 рік:
- росіяни — 48 %
- удмурти — 40 %